# Cébaco
Cébaco es una isla localizada al suroeste de Panamá, específicamente al sur del golfo de Montijo, en el océano Pacífico; al sur de la provincia de Veraguas y a unos 15 km al oeste de la península de Azuero. Administrativamente forma parte del distrito de Montijo. Tiene un área de 80 km² y es la tercera isla más grande del país (superada solo por Coiba y la isla del Rey).
Geográficamente posee una forma alargada, de una anchura entre 2 y 5 km y 25 km de largo, extendiéndose de este a oeste. En el oeste se encuentran las máximas elevaciones, resaltándose el Cerro Chichica (349 m). La isla posee algunos accidentes geográficos como Punta Surrones (punto extremo occidental); Punta Chichica y Punta Puerto Hondo, en la costa sur; y Punta Campana (punto extremo oriental).
A unos 3 km al noroeste de Cébaco se encuentra la Isla Gobernadora, de menor tamaño y donde se localiza el pueblo de Gobernadora, cabecera del corregimiento de Gobernadora, al cual pertenece Cébaco. También al oeste de Cébaco se encuentra la isla de Coiba, la mayor del país.
En la isla existe una pequeña población local que se dedica especialmente a la pesca; aunque en años recientes la pesca deportiva, promocionada por los turistas, se ha practicado en esta zona.